# Barrage de Yanase
Le barrage de Yanase (魚梁瀬ダム) est un barrage de 110 m de haut situé à Kitagawa dans le District d'Aki, Préfecture de Kōchi. Achevé en 1970, il est situé en amont du fleuve Nahari.

## Description
Avec ses 110 m de haut, c'est le plus haut barrage de l'île de Shikoku.
Le lac artificiel formé par le barrage est appelé réservoir de Yanase.
Le barrage se situe à Kitagawa mais le réservoir appartient au village voisin d'Umaji.

## Gestion
La société Electric Power Development Company gère le barrage hydroélectrique d'Yanase.